# Bluewater Acres, Novi Meksiko
Bluewater Acres je popisom određeno mjesto u okrugu Ciboli u američkoj saveznoj državi Novom Meksiku. Prema popisu stanovništva SAD 2010. ovdje je živjelo 206 stanovnika. 

## Zemljopis
Nalazi se na 35°16′0″N 108°8′7″W / 35.26667°N 108.13528°W. Prema Uredu SAD-a za popis stanovništva, zauzima 8,1 km2 površine, sve suhozemne.
Nalazi se blizu južnog kraja jezera Bluewatera, umjetnog jezera na potoku Bluewateru (Bluewater Creek) sjeverno od Salitre Mese. Državna cesta Novog Meksika br. 612 (cesta Bluewater) vodi do 19 km udaljenog Thoreaua i Međudržavne ceste br. 40. Cesta Šumske službe SAD (United States Forest Service) vodi od ovamo kroz nacionalnu šumu Cibolu {40 km} Državne ceste Novog Meksika br. 53 blizu Američke kontinentske razvodnice.

## Stanovništvo
Prema podatcima popisa 2010. ovdje je bilo 206 stanovnika, 102 kućanstva od čega 60 obiteljskih, a stanovništvo po rasi bili su 82,0% bijelci, 0,0% "crnci ili afroamerikanci", 6,8% "američki Indijanci i aljaskanski domorodci", 0,0% Azijci, 0,0% "domorodački Havajci i ostali tihooceanski otočani", 7,3% ostalih rasa, 3,9% dviju ili više rasa. Hispanoamerikanaca i Latinoamerikanaca svih rasa bilo je 28,6%.